# Orchiplatanthera andreasii
Orchiplatanthera andreasii är en orkidéart som beskrevs av Horst Kümpel. Orchiplatanthera andreasii ingår i släktet Orchiplatanthera och familjen orkidéer. Inga underarter finns listade i Catalogue of Life.